# Drwęczno (przystanek kolejowy)
Drwęczno – zlikwidowany przystanek osobowy w Drwęcznie, w gminie Orneta, w powiecie lidzbarskim w województwie warmińsko-mazurskim, w Polsce. Położona na linii kolejowej z Dobrów do Ornety. Linia ta została ukończona w 1926 roku. Odcinek linii od Drwęczna do Ornety został zamknięty dla ruchu pasażerskiego w 1945 roku. W 2001 roku został na nim zawieszony ruch towarowy.